# Floortje Dessing
Floortje Dessing (Heemstede, 31 augustus 1970) is een Nederlandse radio- en televisiepresentatrice, programmamaakster, onderneemster, uitgeefster en schrijfster van reisboeken.

## Biografie
Dessing begon haar carrière als aspirant-diskjockey bij radiostation Extra 108 (lokale omroep Amsterdam). Na een jaar de opleiding tolk/vertaler Engels aan de Hogeschool Diemen volgde ze enkele jaren de opleiding audiovisuele media aan de Hogeschool voor de Kunsten Utrecht.

### Radio
Haar eerste bekendheid verwierf Dessing als medepresentator en redacteur van het recalcitrante Veronica-programma Shockradio (1993-1994) op Radio 3. De andere twee presentatoren waren Rob Stenders en Fred Siebelink. Andere programma's waarin ze te horen was voor Radio 3 waren Oh, wat een nacht, Radio 3 voor Ruanda en Outlaw 41 van 1994. Ook werkte ze als producer en 'sidekick' bij Rinkeldekinkel van Jeroen van Inkel en presenteerde programma's bij Kink FM en Hitradio Veronica. De radioprogramma's waren een springplank voor Dessing naar een televisiecarrière waarin ze reisprogramma's ging presenteren.

### Televisie
In 1995 maakte ze haar televisiedebuut en presenteerde ze voor Veronica programma's als Mega Top 50 (eenmalig), Young Americans, TreXx en Reisgids. Ook was ze een tijd lang als omroepster te zien. Tussen 1997 en 2007 presenteerde ze diverse reisprogramma's voor Veronica, Yorin en RTL 5, waaronder Arrivals, Yorin Travel en RTL Travel. Die programma's maakte ze grotendeels zelf met haar eigen productiemaatschappij.
In 2007 werd Dessing door de programmadirecteur Remko van Westerloo gedwongen, op straffe van ontslag van haar en haar hele team, een Funniest Homevideo programma te presenteren wat voor haar de spreekwoordelijke druppel was. In juli 2007 stapte zij daarom over naar omroep LLiNK. Ze presenteerde daar onder andere het programma 3 op Reis met Sebastiaan Labrie en Froukje Jansen. Uit het jaarverslag van de publieke omroep over 2007 bleek dat Dessing meer verdiende dan de Balkenendenorm. Op 10 februari 2009 maakte Dessing in het radioprogramma van Ruud de Wild bekend dat zij mede onder druk van de publieke opinie met haar werkgever een salarisverlaging van bijna 10 procent, van 190.000 euro naar ca. 170.000 euro, was overeengekomen. In maart 2009 werd bekend dat haar contract niet werd verlengd, vanwege de financiële problemen van de omroep. Het derde seizoen van 3 op Reis presenteerde ze als presentatrice van BNN, andere presentatoren van het derde seizoen waren Daphne Bunskoek en Dennis Storm. Ook nadat LLiNK was opgehouden te bestaan, bleef Dessing 3 op Reis presenteren voor BNN. In augustus 2014 maakte ze bekend te stoppen met het presenteren van het programma 3 op Reis.
In 2014 begon Dessing aan de presentatie van het programma Floortje naar het einde van de wereld, met bezoeken aan mensen die op afgelegen plekken over de hele wereld wonen. In mei 2014 won Dessing voor dit programma de BVN Prijs en in 2016 de Gouden Televizier-Ring. In 2015 presenteerde ze voor BNN De Zeven Zeeën, een realityserie dat de beste actievoerder onder tien bekende Nederlanders voor Greenpeace zocht. In september 2015 werd Dessing genomineerd voor de Zilveren Televizier-Ster Vrouw. Een jaar later werd ze uitgeroepen tot Omroepvrouw van het Jaar 2016. In 2016 reisde Dessing naar Syrië, een land waar ze acht jaar eerder ook al was geweest. In het land ging ze op zoek naar de mensen die ze er toen ontmoette en bezocht ze plaatsen waar ze was geweest voor de tweedelige documentaire Floortje terug naar Syrië. Hiermee won ze in 2017 de 'Rockie Award' in de categorie 'Social & Investigative Issue' tijdens het Banff World Media Festival in Canada, dat elk jaar gehouden wordt in de Canadese Rocky Mountains.
In 2020 werd de serie onderbroken voor een aantal afleveringen Floortje blijft hier in het kader van de coronacrisis. Ze was ook gast bij Linda's Wintermaand tegelijkertijd met premier Mark Rutte.
4 juni 2023 ontving Floortje Dessing de Media Oeuvre Award 2023, een prijs van Angela de Jong (AD) en Richard Otto (Spreekbuis.nl).

### Ondernemer

#### Productiemaatschappij
Dessing heeft een eigen productiemaatschappij, genaamd Kokomo Media, dat deels haar reisprogramma's produceerde, zoals twee seizoenen van het tv-programma Arrivals. Ook was Dessing zeven seizoenen de co-producent van RTL Travel. Ze produceerde eveneens de Landrover G4 Challenge, over een race door meerdere landen. Haar productiebedrijf maakte verder bedrijfsfilms voor onder andere Alpro en Mitsubishi.

#### Winkel
Op 5 april 2006 ging Dessings boetiek Nukuhiva open, vernoemd naar het Polynesische eiland Nuku Hiva. In de winkel aan de Haarlemmerstraat in Amsterdam worden volgens het bedrijf uitsluitend fairtradekledingmerken verkocht. Een tweede boetiek werd later in Utrecht geopend. In januari 2016 kochten Dessing en haar compagnons het duurzame spijkerbroekenmerk Kuyichi, het merk valt sindsdien onder Nukuhiva.

#### Camping+
In juni 2017 opende Dessing een camping in Zandpol.

## Overig
Van 9 tot en met 29 oktober 2006 werd het Floortje Dessing Film Festival gehouden in het Omniversum in Den Haag. In 2003 werd ze ambassadeur voor de stichting Max Havelaar, die zich bezighoudt met fairtrade. Sinds begin mei 2009 zet Dessing zich in voor de klimaatcampagne 'You turn the Earth' van Greenpeace. Ze is ook actief voor het Rode Kruis.
Dessing is ambassadeur van Justdiggit, een organisatie die in Afrika droog land weer groen wil laten maken door lokale boeren.
In 2022 werd in het tv-programma Verborgen verleden bekendgemaakt, dat ze een rechtstreekse afstammeling is van de Goudse architect Christianus Petrus Wilhelmus Dessing.

## Persoonlijk
In 2012 werd Dessing getroffen door knokkelkoorts en werkte haar rechternier niet goed meer. In oktober 2012 onderging ze een nieroperatie. In september 2014 werd Dessing tijdens een reis naar Iran ernstig ziek en belandde in het Havenziekenhuis. Ze bleek een tekenvirus in combinatie met een hersenvliesontsteking te hebben. Begin oktober werd ze ontslagen uit het ziekenhuis. Ze kon haar reizen en opnames later hervatten; in januari 2015 startte een nieuw seizoen van Floortje naar het einde van de wereld. In de eerste aflevering gaf ze geëmotioneerd aan blij te zijn dat ze weer kon reizen. Begin december 2017 zat Dessing samen met woordvoerder van het Rode Kruis Merlijn Stoffels, vanwege het oplaaiende geweld van de burgeroorlog, vast in een schuilkelder in Sanaa, de hoofdstad van Jemen. Haar oudere broer is de FvD-politicus Johan Dessing.

### Bestseller 60
| Boeken met noteringen in de Nederlandse Bestseller 60 | Jaar van verschijnen | Datum van binnenkomst | Hoogste positie | Aantal weken | Opmerkingen |
| ----------------------------------------------------- | -------------------- | --------------------- | --------------- | ------------ | ----------- |
| 100 wereldplekken                                     | 2004                 | 07-07-2004            | 5               | 44           |             |
| 25 wereldroutes die je gedaan moet hebben             | 2007                 | 02-05-2007            | 13              | 12           |             |
| 365 dagen onderweg                                    | 2010                 | 10-11-2010            | 41              | 9            |             |
| Heimwee moet je koesteren                             | 2023                 | 19-04-2023            | 5               | 25*          |             |